# 淡色紫露草
淡色紫露草是鸭跖草科紫露草属多年生草本植物，其种加词意为“淡色的”。原产墨西哥。其紫叶品种称为紫竹梅、紫锦草（Tradescantia pallida 'Purpurea'），是一种常见的观赏植物。